# Ⲓ
Cette page contient des caractères spéciaux ou non latins. S’ils s’affichent mal (▯, ?, etc.), consultez la page d’aide Unicode.
Ne doit pas être confondu avec la lettre grecque Iota, la lettre latine I ou la lettre cyrilliques I décimal.
Ⲓ (minuscule : ⲓ), appelé iōta, est une lettre de l’alphabet copte utilisée dans l’écriture du copte, de l’ancien nubien et du nobiin.

## Représentations informatiques
L’iōta a été représenté avec les mêmes caractères que l’iota grec jusqu’à la publication d’Unicode 4.1 en mars 2005, à partir de laquelle il est représenté avec des caractères qui lui sont propres. Il peut donc être représenté à l’aide des caractères (Grec et copte, Copte) suivants, :
| lettres   | représentations | chaînes de caractères | points de code | descriptions                  | note               |
| --------- | --------------- | --------------------- | -------------- | ----------------------------- | ------------------ |
| majuscule | Ι               | Ι                     | U+0399         | lettre majuscule grecque iota | avant Unicode 4.1  |
| minuscule | ι               | ι                     | U+03B9         | lettre minuscule grecque iota | avant Unicode 4.1  |
| majuscule | Ⲓ               | Ⲓ                     | U+2C92         | lettre majuscule copte iōta   | depuis Unicode 4.1 |
| minuscule | ⲓ               | ⲓ                     | U+2C93         | lettre minuscule copte iōta   | depuis Unicode 4.1 |